# Monoposthia
Monoposthia is een geslacht van vrij in zee levende rondwormen uit de familie van de Monoposthiidae. De wetenschappelijke naam van de soort is voor het eerst geldig gepubliceerd in 1889 door Johannes Govertus de Man. De Man duidde Spilophora costata Bastian aan als de typesoort van dit geslacht.

## Soorten[1]
- Monoposthia arctica Allgén, 1954
- Monoposthia baxteri Keppner, 1994
- Monoposthia costata (Bastian, 1865) de Man, 1889
- Monoposthia desmodoroides Allgén, 1959
- Monoposthia duodecimalata Chitwood, 1936
- Monoposthia falklandiae Allgén, 1959
- Monoposthia grahami Allgén, 1959
- Monoposthia hexalata Chitwood, 1936
- Monoposthia latiannulata Platonova, 1971
- Monoposthia mielcki Steiner, 1916
- Monoposthia mirabilis Schulz, 1932
- Monoposthia octalata Galtsova, 1976
- Monoposthia ornata Timm, 1954
- Monoposthia pacifica Allgén, 1951
- Monoposthia paramediterranea Allgén, 1959